# Bookholzberg
Bookholzberg ist nach dem Kernort der zweitgrößte Ortsteil der Gemeinde Ganderkesee im niedersächsischen Landkreis Oldenburg.

## Geographie
Bookholzberg liegt 7 Kilometer nördlich vom Kernort Ganderkesee entfernt. Es grenzt im Norden an die tief liegende Wesermarsch. Südwestlich des Ortes befindet sich der Hasbruch, südöstlich das Stenumer Holz.

## Verkehr
Bookholzberg gehört zum Verkehrsverbund Bremen/Niedersachsen (VBN). Im nördlichen Ortsteil liegt der Bahnhof Bookholzberg an der Bahnstrecke Bremen–Oldenburg.
| Linie | Verlauf | Takt   |
| ----- | --- | ------ |
| RS 3  | Bremen Hbf – Bremen-Neustadt – Heidkrug – Delmenhorst – Hoykenkamp – Schierbrok – Bookholzberg – Hude – Wüsting – Oldenburg (Oldb) Hbf (– Oldenburg-Wechloy – Bad Zwischenahn) (einzelne Züge in Tagesrandlage) Stand: Fahrplanwechsel Dezember 2023   | 60 min |
| RS 4  | Bremen Hbf – Bremen-Neustadt – Heidkrug – Delmenhorst – Hoykenkamp – Schierbrok – Bookholzberg – Hude – Berne – Elsfleth – Kirchhammelwarden – Brake (Unterweser) – Rodenkirchen (Oldb) – Kleinensiel – Nordenham Stand: Fahrplanwechsel Dezember 2023 | 60 min |

Durch den Ort führt die Bundesstraße 212.

## Geschichte
Ursprünglich gehörte der Ort zu Grüppenbühren. Erst 1937 im Zusammenhang mit der auf dem Bookholzberg errichteten Freilichtbühne Stedingsehre bekam das Dorf seinen heutigen Namen Bookholzberg.
Auf dem Gelände wurde 1934 ein nationalsozialistisches Theater gegründet. In den dort gleichzeitig errichteten Strohdachhäusern befindet sich heute das Berufsförderungswerk Weser-Ems. Stedingsehre erinnert an die Schlacht bei Altenesch, dem einzigen Kreuzzug innerhalb Deutschlands, in dem die Friesen Stedingens durch den Bremer Bischof geschlagen wurden.

## Religion
Im Ortskern von Bookholzberg befinden sich die 1953 errichtete evangelische Auferstehungskirche, die katholische Kirche St. Bernhard von 1967, eine neuapostolische Kirche sowie die methodistische Friedenskirche, erbaut 1929, später umgebaut und erweitert.

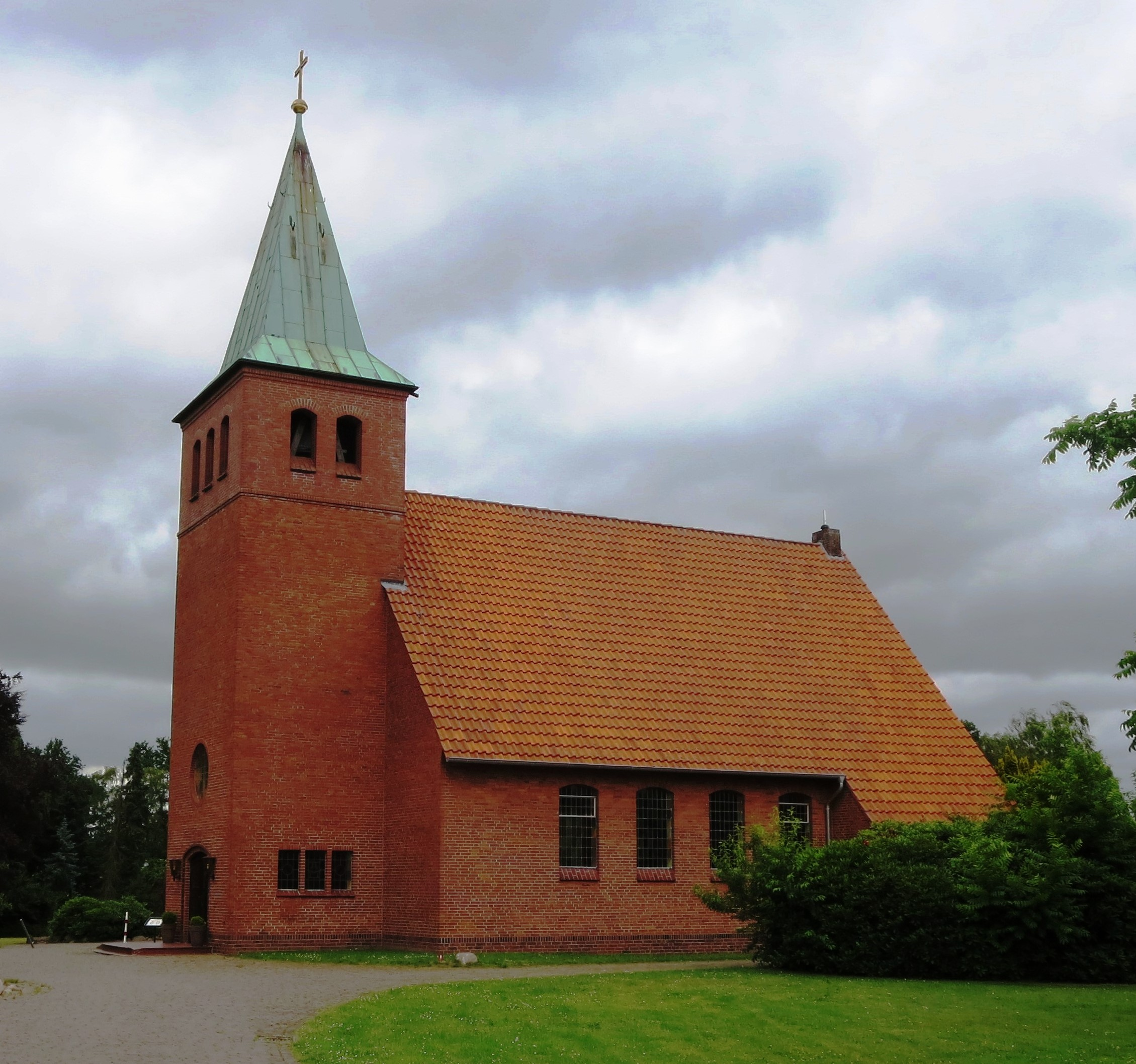
Evangelische Auferstehungskirche
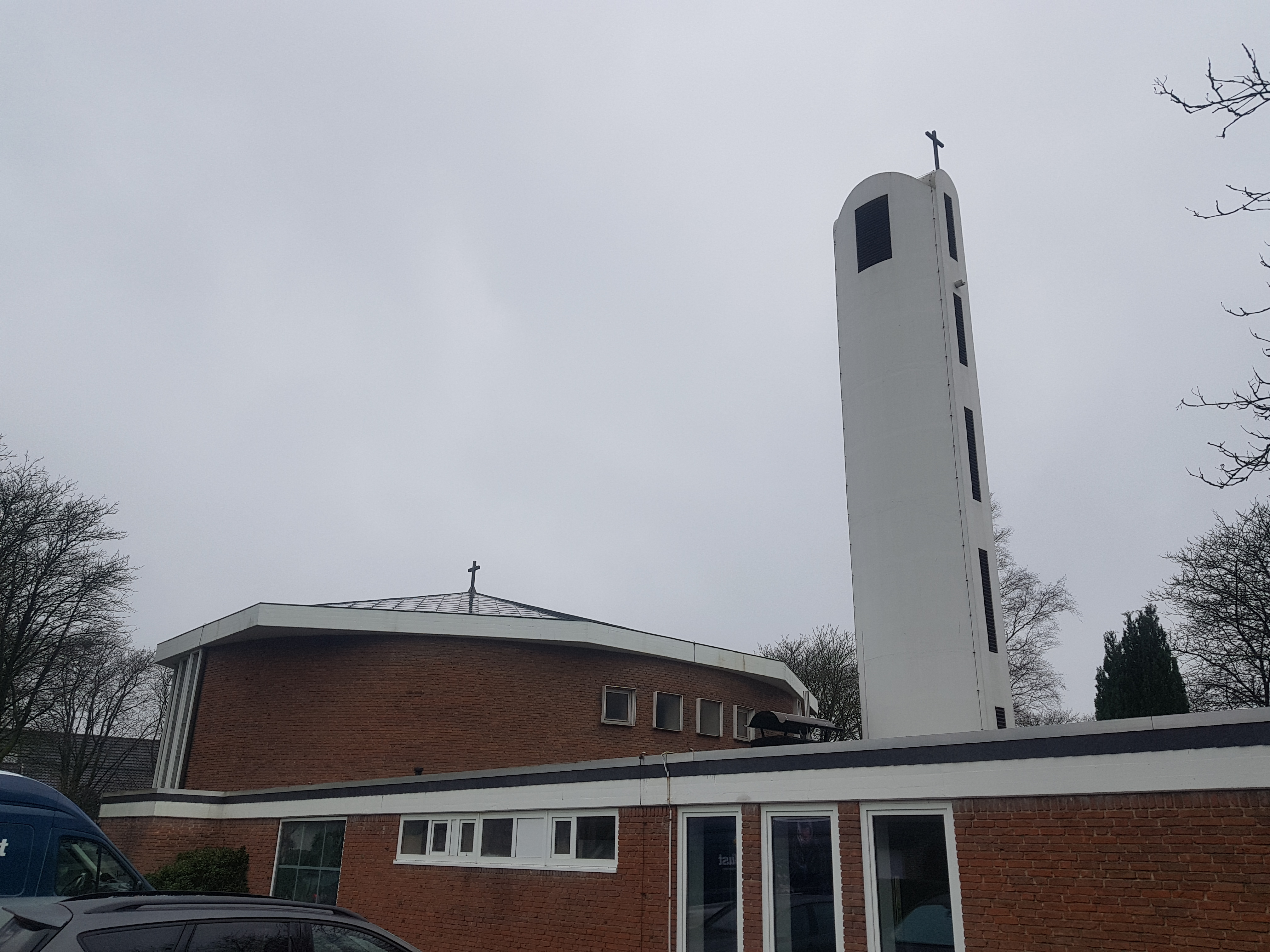
Katholische Kirche St. Bernhard
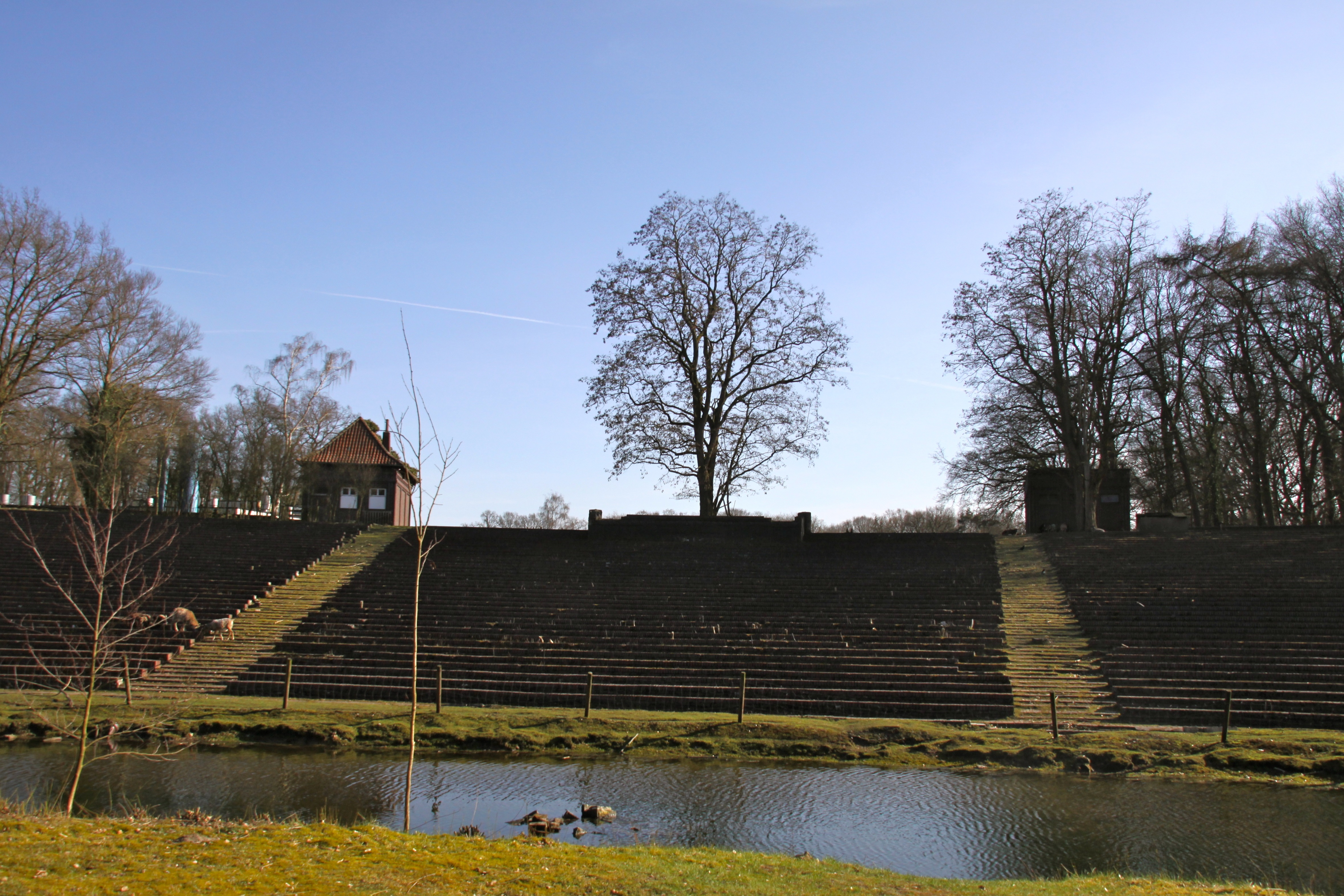
Freilichtbühne Stedingsehre
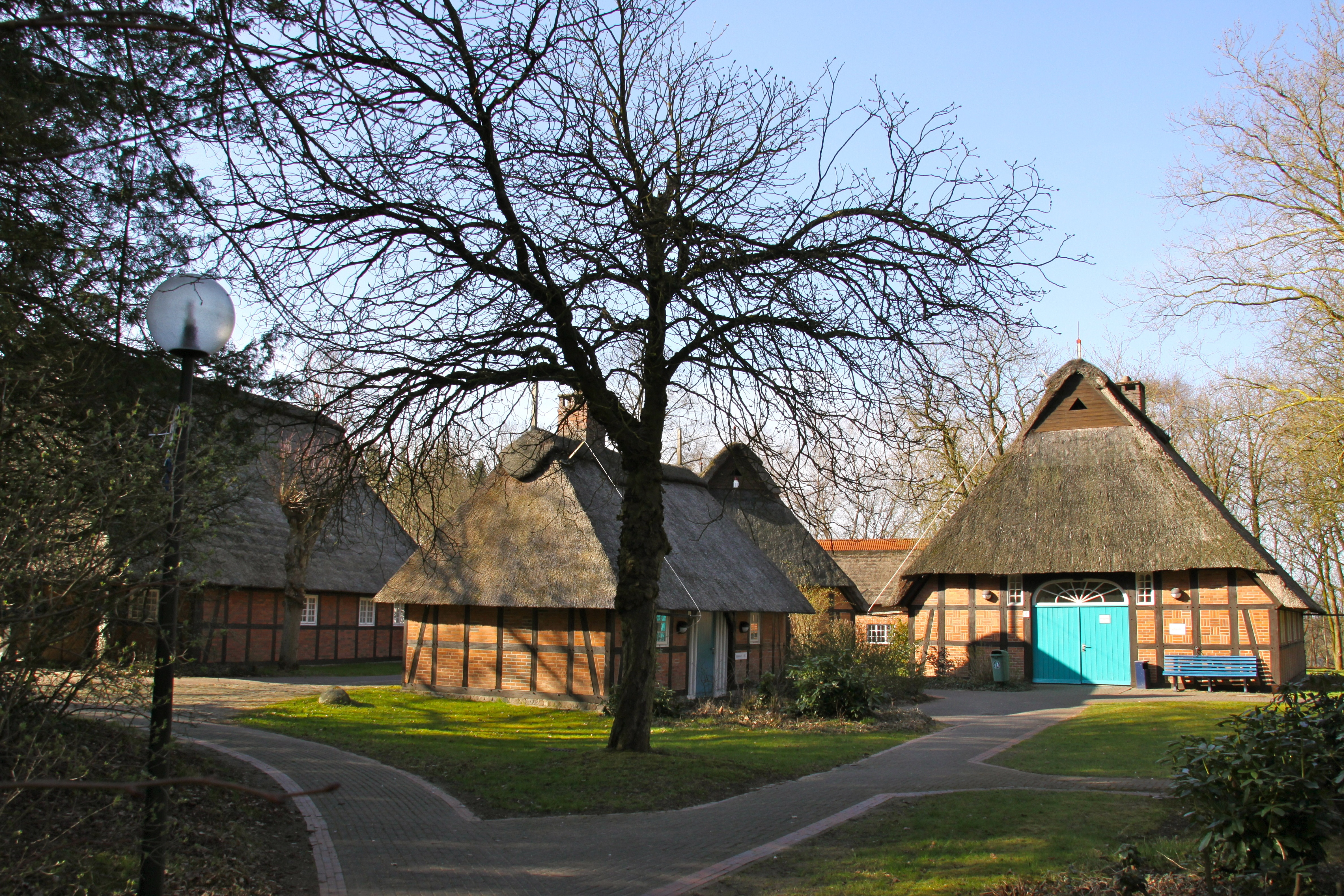
Nachgebautes Bauerndorf Stedingsehre

## Sport
Der Bookholzberger Turnerbund (BTB) ist der örtliche Sportverein. Gegründet 1912, bietet der Verein ein vielfältiges Breitensportangebot an. Sportstätten sind unter anderem die Hallen am Ammerweg und Übern Berg sowie die Sportplätze an der Huder Straße. Des Weiteren existieren der Tennisverein Bookholzberg (TVB) mit vier eigenen Sandplätzen und die HSG Grüppenbühren/Bookholzberg, eine Handballspielgemeinschaft mit vielen Junioren, Senioren und Seniorinnenmannschaften.